# Nguyễn Văn Binh
Nguyễn Văn Binh (25 tháng 4 năm 1932 – 28 tháng 2 năm 2023) là chính khách, nhà báo và cựu sĩ quan Quân lực Việt Nam Cộng hòa, cấp bậc Trung tá, từng là Dân biểu Hạ nghị viện Việt Nam Cộng hòa pháp nhiệm II từ năm 1971 cho đến năm 1975. Ông được nhiều người biết đến là một trong những dân biểu đối lập thuộc thành phần thứ ba dưới thời Đệ Nhị Cộng hòa trước năm 1975.

## Tiểu sử

### Thân thế
Nguyễn Văn Binh sinh ngày 25 tháng 4 năm 1932 tại tỉnh Gia Định, Nam Kỳ, Liên bang Đông Dương. Ông hoàn thành chương trình trung học vào năm 1952 rồi về sau bắt đầu sự nghiệp trong lĩnh vực hành chính và quân sự.

### Sự nghiệp chính trị
Ông từng là sĩ quan Quân lực Việt Nam Cộng hòa với cấp bậc Trung tá, lần lượt đảm nhiệm các chức vụ như Phó Chỉ huy trưởng Phân khu Gia Định, Quận trưởng Bình Chánh tỉnh Gia Định, Quận trưởng Mỹ Xuyên tỉnh Ba Xuyên, Quận trưởng Đức Tôn tỉnh Vĩnh Long và Quận trưởng Gò Vấp tỉnh Gia Định.
Sau cuộc bầu cử Hạ nghị viện năm 1971, ông đắc cử Dân biểu đơn vị Gia Định pháp nhiệm II từ năm 1971 cho đến năm 1975. Trong nhiệm kỳ này, ông đồng thời còn làm Trưởng Khối Quốc gia, một nhóm chính khách đối lập gồm toàn những dân biểu Công giáo di cư tại Hạ nghị viện.
Ngày 8 tháng 9 năm 1974, ba đoàn thể gồm Nghiệp đoàn Ký giả Nam Việt, Hội ái hữu Ký giả Việt Nam và Nghiệp đoàn Ký giả Việt Nam đã tổ chức cuộc họp liên tịch bầu ra Ủy ban Đấu tranh đòi Tự do Báo chí do Dân biểu Nguyễn Văn Binh, lúc đó là đại diện báo Ðại Dân Tộc làm Chủ tịch.  Nhiệm vụ của ủy ban này trước hết là chống lại việc thi hành Sắc luật 007-TT/SLU ngày 4 tháng 8 năm 1972 của Tổng thống Nguyễn Văn Thiệu buộc báo chí phải nộp mức tiền ký quỹ cao khi ra báo bằng cách phát động cuộc biểu tình ký giả đi ăn mày vào ngày 10 tháng 10 năm 1974. Cuộc biểu tình này xuất phát từ trụ sở của Nghiệp đoàn Ký giả Nam Việt, dự kiến tuần hành trên Đại lộ Lê Lợi, đến Chợ Bến Thành rồi vòng Công trường Quách Thị Trang trở về trước trụ sở Hạ nghị viện. Từ sáng sớm, chính quyền đã can thiệp, giải tán nhưng đoàn biểu tình đã tiến hành được theo lộ trình như dự kiến và họp mít tinh trước Hạ nghị viện. Đài VOA và BBC bình luận đây là "cuộc biểu tình lớn nhất kể từ ba năm qua".
Nguyễn Văn Binh còn tham gia nhóm Dương Văn Minh và dự định ra làm Tổng trưởng Bộ Cựu Chiến binh trong nội các Vũ Văn Mẫu vào cuối tháng 4 năm 1975. Nội các cuối cùng này của Việt Nam Cộng hòa sẽ trình diện quốc dân vào sáng ngày 30 tháng 4 năm 1975 nhưng chưa kịp thực hiện thì bản thân ông cùng với nhóm dân biểu, nghị sĩ và thành viên chính phủ Dương Văn Minh đã phải đầu hàng Quân Giải phóng vào buổi trưa hôm đó ngay tại Dinh Độc Lập.

### Vụ cổng Dinh Độc Lập
Sáng ngày 30 tháng 4 năm 1975, trong lúc Quân Giải phóng sắp sửa tiến vào Dinh Độc Lập thì Dân biểu Nguyễn Văn Binh cũng có mặt tại đây. Đột nhiên có chiếc hai xe vũ trang chở tiểu đoàn lính Lôi Hổ tới sát cửa Dinh Độc Lập đòi gặp Tổng thống Dương Văn Minh cho phép họ tiếp tục chiến đấu đến cùng. Sau cùng ông Minh phải ra khuyên giải một hồi thì họ mới chịu rời khỏi Dinh, Nguyễn Văn Binh đã cẩn thận đóng cổng chính lại vì thấy cổng Dinh mở không có lính gác. Nhờ đó mà mới xảy ra sự kiện lịch sử là chiếc xe tăng mang số hiệu 390 của Lữ đoàn 203, Quân đoàn 2, đã húc đổ cánh cổng chính của Dinh Độc Lập, đánh dấu sự sụp đổ hoàn toàn của chính thể Việt Nam Cộng hòa.
Chiều ngày hôm đó ông cùng các dân biểu, nghị sĩ và thành viên nội các chế độ cũ vẫn bị bộ đội giữ lại tại Dinh Độc Lập mà không được liên lạc gì với bên ngoài. Bất chợt có một đơn vị Quân Giải phóng từ hướng nam đã nổ súng về phía Dinh Độc Lập do họ tưởng nhầm là quân địch vẫn còn đó. Dương Văn Minh và gần 20 người khác liền bị đưa từ gian phòng nói trên xuống một căn hầm bên dưới hội trường lớn lánh nạn. Chính ông đã chủ động xin ra ngoài lấy nước, dùng nón sắt hứng nước và chia sẻ cho mọi người, bao gồm cả ông Minh. Sau hai ngày bị quản thúc tại Dinh Độc Lập, Nguyễn Văn Binh và nhóm ông Minh mới được Ủy ban Quân quản Sài Gòn – Gia Định trả tự do vào tối ngày 2 tháng 5 năm 1975.

### Sau năm 1975
Tháng 5 năm 1975, Ngô Công Đức trở về Việt Nam. Tháng 8 năm 1975, Ủy ban nhân dân lâm thời Thành phố Hồ Chí Minh có yêu cầu ông Đức chuẩn bị cho ra lại tờ Tin Sáng. Ngày 22 tháng 7 năm 1975, nhật báo Tin Sáng (bộ mới) đã được Bộ Thông tin Văn hóa Chính phủ Cộng hòa Miền Nam Việt Nam cấp giấy phép cho tái bản với thành phần nhân sự đứng đầu gồm: Ngô Công Đức làm chủ nhiệm, Hồ Ngọc Nhuận làm chủ bút và Nguyễn Văn Binh làm quản lý. Tin Sáng số 1 ra ngày 10 tháng 8 năm 1975. Nguyễn Văn Binh và Hồ Ngọc Nhuận đều là hai chức phó dưới quyền Chủ nhiệm Ngô Công Đức. Chủ bút phụ trách nội dung tờ báo; quản lý phụ trách hành chính trị sự. Chủ bút có 3 phụ tá: phụ tá thứ nhất đặc trách tin tức, bài vở quốc tế là nhà báo Nguyễn Hữu An, nguyên tổng thư ký tòa soạn báo Tin Sáng bộ cũ; phụ tá thứ hai đặc trách lĩnh vực kinh tế, chính trị, xã hội là cựu Dân biểu đối lập Dương Văn Ba, nguyên Tổng thư ký tòa soạn báo Điện Tín cũ và phụ tá thứ ba đặc trách lĩnh vực thể thao, văn nghệ là cựu Dân biểu đối lập Lý Quí Chung, Tổng trưởng Bộ Thông tin của Chính phủ Dương Văn Minh. Cuối tháng 6 năm 1981, nhật báo Tin Sáng hoàn thành nhiệm vụ chính trị của nó. Tờ báo Tin Sáng cuối cùng ra ngày 30 tháng 6 năm 1981. Sau đó Thành ủy và chính quyền thành phố đã sắp xếp khéo léo để đóng cửa báo Tin Sáng.

### Cuối đời
Kể từ khi nhật báo Tin Sáng đóng cửa, ông chọn sống thầm lặng ở Sài Gòn cho tới khi qua đời vào ngày 28 tháng 2 năm 2023 tại Quận Bình Thạnh, Thành phố Hồ Chí Minh.

## Đời tư
Nguyễn Văn Binh theo đạo Công giáo, đã lập gia đình và có năm người con.

## Đoàn thể
Bên cạnh hoạt động chính trị, ông còn là hội viên của tổ chức phi chính phủ Lions Club International.

## Vinh danh
- Chương Mỹ Bội Tinh Đệ Nhất Hạng
- Bảo Quốc Huân Chương Đệ Nhất Đẳng
- Huân chương Trái tim Tím của Quân đội Mỹ